# Зиновьев, Николай Николаевич
Николай Николаевич Зиновьев (17 мая 1945, Москва — 17 августа 2018, там же) — советский и российский поэт, автор текстов более двухсот песен, восьми сборников стихотворений («Столкновение», 1973; «Стоп-крик», 1991 и др.), пьесы «Бобби Сэндс — суперзвезда» (1985), романа в стихах «Евангелие от кометы» (1986), «В разрыве облаков» (2015), многократный лауреат фестиваля «Песня года».

## Биография
Николай Зиновьев родился 17 мая 1945 года в Москве в семье творческих людей, его отец Николай Зиновьев был режиссёром, а мать — пианисткой. Окончил Литературный институт имени А. М. Горького (факультет журналистики).
 Одним из первых стихотворения молодого поэта оценил Александр Твардовский, и в 1961 году они были опубликованы в «Новом мире».
Самую первую песню на стихи Зиновьева «Полёт на дельтаплане» (композитор Эдуард Артемьев) в 1982 году исполнил Валерий Леонтьев, затем последовали песни в исполнении Софии Ротару — «Красная стрела» и «А музыка звучит» (композитор Алексей Мажуков). Наибольшую известность получила композиция «Паромщик» (композитор Игорь Николаев), с которой в 1985 году Алла Пугачёва стала финалисткой телевизионного фестиваля «Песня года».
Известен Николай Зиновьев также и по стихам, которые легли в основу популярных песен на музыку Эдуарда Артемьева, Раймонда Паулса, Игоря Николаева, Игоря Демарина, Юрия Эриконы, Лоры Квинт, Алексея Мажукова, Петрэ Теодоровича, Владимира Евзерова. Эти песни звучали в исполнении Иосифа Кобзона, Аллы Пугачёвой, Валерия Леонтьева, Александра Малинина, Николая Караченцова, Михаила Боярского, Александра Михайлова, Ларисы Долиной, Лаймы Вайкуле, Людмилы Гурченко и многих других известных артистов.
Всего Николай Зиновьев написал более 200 песен. В 2008 году был вынужден оставить творческую деятельность из-за болезни Паркинсона. Жил в Подмосковье.
Скончался 17 августа 2018 года в Москве после продолжительной и тяжёлой болезни. Похоронен на Химкинском кладбище.

## Семья
- Жена — Елена Николаевна Борзова (род. 1956) — советская и российская актриса, заслуженная артистка РФ, лауреат Государственной премии СССР (1984).

## Награды
- Орден Дружбы (6 сентября 2001 года) — за многолетнюю плодотворную деятельность в области культуры и искусства, большой вклад в укрепление дружбы и сотрудничества между народами[13]
- Обладатель премии Тютчева и приза «Поэт-2000».
- Многократный лауреат фестиваля «Песня года»[8].

## Книги
- 1973 — «Столкновение» (сборник стихов)
- 1976 — «Вовремя» (сборник стихов)
- 1982 — «Трава на орбите» (сборник стихов)
- 1984 — «Бродячее дерево» (сборник стихов)
- 1988 — «Портрет ветра» (сборник стихов)
- 1991 — «Стоп-крик» (сборник стихов)[2]
- 1995 — «Перекрести поле» (сборник стихов)
- 1999 — «Рецепты любви» (сборник стихов)
- 2000 — «Прощание с Двадцатым» (сборник стихов)
- 2003 — «Настройка гитары» (сборник стихов)
- 2003 — «Между строк» (сборник стихов)
- 2007 — «Мой дельтаплан» (сборник стихов)
- 1985 — «Бобби Сэндс — суперзвезда» (пьеса)
- 1986 — «Евангелие от кометы» (роман в стихах)

## Дискография
- 1987 — «Ночное метро. Песни на стихи Николая Зиновьева» (винил, записи 1985—87 гг.)[14]
- 1994 — «Я читаю мысли твои. Песни на стихи Николая Зиновьева» (винил, записи 1989—93 гг.)[15]
- 1997 — «„Казанова“ и др. Песни о любви поэта Николая Зиновьева» (CD)[16]

## Популярные песни
| Песня                   | Год(ы)           | Композитор        | Исполнитель          |
| ----------------------- | ---------------- | ----------------- | -------------------- |
| «А музыка звучит»       |                  | Алексей Мажуков   | София Ротару         |
| «Афганский ветер»       | 1988, Песня-88   | Игорь Николаев    | Валерий Леонтьев     |
| «Бес в ребро»           |                  | Игорь Демарин     | Ирина Шведова        |
| «Гуляем свадьбу»        |                  | Владимир Евзеров  | Надежда Крыгина      |
| «Две Руси»              |                  | Игорь Матета      | Маша Распутина       |
| «Две свечи»             |                  | Крис Кельми       | Крис Кельми          |
| «Держи фасон»           |                  | Лора Квинт        | Ирина Шведова        |
| «Диалог»                | 1984             | Раймонд Паулс     | Валерий Леонтьев     |
| «Дядька-сапёр»          |                  | Владимир Евзеров  | Николай Караченцов   |
| «Жаворонок и сова»      | 1996             | Игорь Демарин     | Лайма Вайкуле        |
| «Здорово, корова!»      |                  | Лора Квинт        | Андрей Билль         |
| «Зелёный свет/Светофор» | 1984, 1999, 2014 | Раймонд Паулс     | Валерий Леонтьев     |
| «Казанова»              | 1993             | Алексей Гарнизов  | Валерий Леонтьев     |
| «Колдунья за рулём»     |                  | Лора Квинт        | Николай Караченцов   |
| «Красная стрела»        |                  | Алексей Мажуков   | София Ротару         |
| «Листья летнего сада»   |                  | Игорь Демарин     | Игорь Демарин        |
| «Мадам»                 | 1991             | Лора Квинт        | Николай Караченцов   |
| «Мастер и Маргарита»    |                  | Игорь Николаев    | Игорь Николаев       |
| «Мольба»                |                  | Александр Малинин | Александр Малинин    |
| «Моя Россия»            |                  | Алексей Гарнизов  | Ян Осин              |
| «Музей мадам Тюссо»     |                  | Игорь Демарин     | Николай Караченцов   |
| «Музыка для цветов»     |                  | Лора Квинт        | Андрей Билль         |
| «На шее нет креста»     |                  | Юрий Эрикона      | Александр Михайлов   |
| «Ностальгия»            |                  | Эдуард Артемьев   | Игорь Тальков        |
| «Огонь в камине»        | 1993             | Юрий Эрикона      | Михаил Боярский      |
| «Один билет»            | 1997             | Игорь Крутой      | Валерий Леонтьев     |
| «Памяти Че Гевары»      |                  | Владимир Мигуля   | Иосиф Кобзон         |
| «Паромщик»              |                  | Игорь Николаев    | Алла Пугачёва        |
| «Пересечёмся»           |                  | Игорь Демарин     | Игорь Демарин        |
| «Платье»                |                  | Александр Морозов | Иосиф Кобзон         |
| «Полёт на дельтаплане»  | 1983             | Эдуард Артемьев   | Валерий Леонтьев     |
| «Полутона»              |                  | Юрий Эрикона      | Лев Лещенко          |
| «Прекрасное нельзя»     | 1996             | Александр Малинин | Александр Малинин    |
| «Римская полночь»       |                  | Петрэ Теодорович  | Александр Михайлов   |
| «Старая дорога»         |                  | Лора Квинт        | Екатерина Шаврина    |
| «Старый цирк»           |                  | Игорь Николаев    | ВИА «Весёлые ребята» |
| «Тандем»                |                  | Виктор Резников   | Яак Йоала            |
| «Только ты»             |                  | Владимир Евзеров  | Александр Малинин    |
| «Фабула»                |                  | Юрий Эрикона      | Наталья Гундарева    |
| «Я читаю мысли твои»    |                  | Раймонд Паулс     | Лариса Долина        |